# Sarcophaga papuensis
Sarcophaga papuensis är en tvåvingeart som först beskrevs av Shinonaga och Hiromu Kurahashi 1969.  Sarcophaga papuensis ingår i släktet Sarcophaga och familjen köttflugor. Inga underarter finns listade i Catalogue of Life.